# 빅토리아 게하
빅토리아 게하(Victoria Guerra, 1989년 4월 16일 ~ )는 포르투갈의 배우, 모델이다. 2016 소피아상 여우주연상 수상자이다. 2017 베를린 국제 영화제 슈팅스타상 공동수상자이다.

## 출연 작품
- 안토니오 바리아코에스 (2019)
- 아파리상 (2018)
- 네버 에버 (2016)
- 코스모스 (2015)
- 카사노바 배리에이션스 (2014)
- 나폴레옹 토레스전투 (2012)
- 카타리나 이 오스 아웃로스 (2011)